# Lobogonodes dactylotypa
Lobogonodes dactylotypa är en fjärilsart som beskrevs av Louis Beethoven Prout 1940. Lobogonodes dactylotypa ingår i släktet Lobogonodes och familjen mätare. Inga underarter finns listade i Catalogue of Life.